# جام لیگ‌ها
جام لیگ‌ها یک رقابت فوتبال سالانه بین باشگاه‌های لیگ برتر فوتبال (ام‌ال‌اس)، لیگ اصلی فوتبال در ایالات متحده آمریکا، و لیگ برتر فوتبال مکزیک (لیگا ام‌اکس)، لیگ اصلی فوتبال در مکزیک است. این مسابقات در کانادا و ایالات متحده برگزار می‌شود. این مسابقات در ژوئیه ۲۰۱۹ با شرکت چهار تیم از هر دو لیگ آغاز شد. اولین دوره این مسابقات به صورت تک‌حذفی در ایالات متحده برگزار شد و فینال آن در ۱۸ سپتامبر ۲۰۱۹ در ویتنی، نوادا، نزدیک لاس وگاس برگزار شد.
در سال ۲۰۲۳، این مسابقات گسترش یافت تا همه باشگاه‌های ام‌ال‌اس و لیگا ام‌اکس را شامل شود و اکنون به عنوان یک جام منطقه‌ای برای کونکاکاف بین لیگ‌های برتر مکزیک و ایالات متحده عمل می‌کند و شامل تیم‌های ام‌ال‌اس مستقر در کانادا نیز می‌شود. سه تیم برتر جام لیگ‌ها، صرف نظر از کشور، به جام قهرمانان کونکاکاف راه می‌یابند و قهرمانان به مرحله یک‌هشتم نهایی راه می‌یابند. از سال ۲۰۲۵، این مسابقات فقط شامل ۱۸ باشگاه برتر ام‌ال‌اس و همه باشگاه‌های لیگا ام‌اکس است.

## تاریخچه
باشگاه‌های لیگ  ایالات متحده آمریکا و لیگ مکزیک قبلاً در سوپرلیگا آمریکای شمالی بازی کرده بودند که از سال ۲۰۰۷ تا ۲۰۱۰ برگزار شد. هر دو لیگ همچنین باشگاه‌ها را به لیگ قهرمانان کونکاکاف، که تحت سلطه باشگاه‌های مکزیکی است، و جام کمپئونز، مسابقه‌ای که بین برندگان جام ام‌ال‌اس و جام قهرمان قهرمانان برگزار می‌شود، می‌فرستند. این دو لیگ شروع به برنامه‌ریزی یک رقابت دو ملیتی و هشت تیمی برای تکمیل لیگ قهرمانان کردند و به باشگاه‌های مکزیکی مسابقاتی را برای جایگزینی جام لیبرتادورس در تقویم خود در سال ۲۰۱۸ ارائه کردند ام‌ال‌اس و لیگ مکزیک در مارس ۲۰۱۸ شراکت جدیدی را برای ایجاد جام کمپئونز و بررسی گزینه‌های دیگر رقابت‌های دو ملیتی بین باشگاه‌هایشان اعلام کردند.
در ۲۹ مه ۲۰۱۹ اعلام شد که جام لیگ‌ها با هشت تیم در دوره افتتاحیه در تابستان برگزار می‌شود. اعلام این مسابقات توسط منتقدان فوتبال در ایالات متحده مورد انتقاد قرار گرفت و آنها آن را یک بازی دوستانه بی‌معنی و «کسب پول نقد» برای باشگاه‌های آمریکایی خواندند. انجمن بازیکنان ام‌ال‌اس همچنین نسبت به ایجاد این مسابقات بر اساس شلوغی برنامه در تابستان ابراز نگرانی کرد. ورزشگاه سام بوید در لاس وگاس بعداً به عنوان محل میزبانی فینال اعلام شد و قرارداد پخش مسابقات به ای‌اس‌پی‌ان و تی‌یودی‌ان اعطا شد. این رویداد همچنین در تی‌اس‌ان و تی‌وی‌ای اسپورتس در کانادا و تله‌ویسا در مکزیک پخش شد.
در ژوئیه ۲۰۱۹، ام‌ال‌اس و لیگ مکزیک اعلام کردند که دومین دوره جام لیگ‌ها در سال ۲۰۲۰ با حضور ۱۶ تیم (هشت تیم از هر لیگ) برگزار می‌شود. شرکت کنندگان ام‌ال‌اس از چهار تیم برتر هر کنفرانسی که واجد شرایط لیگ قهرمانان کونکاکاف نیستند، انتخاب می‌شوند. شرکت کنندگان در لیگ مکزیک شامل قهرمان فصل پایانی ۲۰۱۹، قهرمان فصل آغازین ۲۰۲۰، قهرمان جام مکزیک ۲۰–۲۰۱۹، و پنج تیم بعدی در بهترین رتبه در لیگ. این مسابقات در ۱۹ مه ۲۰۲۰ در بحبوحه دنیاگیری کووید-۱۹ لغو شد. قالب هشت تیمی برای اولین بار در جام لیگ‌ها ۲۰۲۱ که در ماه اوت و سپتامبر برگزار شد، شروع شد. در فینال در ورزشگاه الیجنت در لاس وگاس، باشگاه مکزیکی لئون، سیاتل ساندرز، اولین فینالیست آمریکایی در تاریخ مسابقات را شکست داد.
در ۱۴ آوریل ۲۰۲۲، ام‌ال‌اس و لیگ مکزیک نمایشگاه جام لیگ‌ها ۲۰۲۲ را اعلام کردند که در ۳ اوت ۲۰۲۲ در ورزشگاه سوفی در اینگلوود، کالیفرنیا برگزار شد. این رویداد شامل دو بازی بود: لس آنجلس گلکسی مقابل گوادالاخارا و لس‌آنجلس مقابل آمریکا. در ۳۰ ژوئن ۲۰۲۲، اعلام شد که نمایشگاه جام لیگ‌ها شامل سه بازی دیگر می‌شود: سینسیناتی در مقابل گوادالاخارا در ورزشگاه تی‌کیوال در سینسیناتی، اوهایو؛ نشویل مقابل آمریکا در پارک ژئودیس در نشویل، تنسی در ۲۱ سپتامبر؛ و رئال سالت لیک مقابل اطلس در ورزشگاه ریوتینتو در سندی، یوتا در ۲۲ سپتامبر. این رویدادها به‌عنوان یک جایگزین برای جام لیگ‌ها ۲۰۲۲ که قبلاً برنامه‌ریزی شده بود، عمل می‌کرد که به دلیل ازدحام برنامه‌های جام جهانی فوتبال ۲۰۲۲ و عوامل دیگر برگزار نشد.
جام لیگ‌ها در سال ۲۰۲۳ گسترش یافت تا تمام باشگاه‌های ام‌ال‌اس و لیگا ام‌اکس را در طول یک ماه وقفه در فصل‌های مربوطه، شامل شود. این مسابقات همچنین به یک تورنمنت مقدماتی برای جام قهرمانان کونکاکاف ۲۰۲۴ با سه سهمیه برای تیم‌های آمریکای شمالی تبدیل شد. قهرمان جام لیگ‌ها مستقیماً به مرحله یک‌هشتم نهایی راه یافت، در حالی که نایب قهرمان و تیم سوم، سهمیه مرحله مقدماتی را کسب کردند. اینتر میامی اولین دوره این تورنمنت گسترش یافته را در سال ۲۰۲۳ به رهبری لیونل مسی، بهترین گلزن، به دست آورد.
در ۲۸ ژانویه ۲۰۲۵، لیگ برتر فوتبال آمریکا اعلام کرد که به عنوان بخشی از دستورالعمل‌های جدید مسابقات خود، که فقط به تیم‌ها اجازه می‌داد حداکثر در دو جام سالانه شرکت کنند، فقط ۱۸ نماینده را برای سال ۲۰۲۵ به جام لیگ‌ها می‌فرستد. اکثر تیم‌های حاضر در مرحله پلی آف جام ام‌ال‌اس ۲۰۲۴ به جام لیگ‌ها راه یافتند؛ ونکوور وایتکپس، به عنوان برنده مسابقات قهرمانی کانادا در سال ۲۰۲۴، جایگاه خود را از دست داد و آن را به باشگاه تازه تاسیس شده سن دیگو داد.

### انتقادها
اضافه شدن جام لیگ‌ها و شلوغی برنامه مسابقات، باعث شد که لیگ برتر فوتبال آمریکا اعلام کند که قصد ندارد تیم‌های بزرگسال خود را در جام یو اس اوپن، مسابقات جام داخلی ایالات متحده، شرکت دهد. این اعلام با «خشم و محکومیت گسترده» مواجه شد و این پیشنهاد توسط فدراسیون فوتبال ایالات متحده رد شد. یک طرح ترکیبی با هشت شرکت‌کننده ام‌ال‌اس و تیم‌های ذخیره ام‌ال‌اس نکس پرو به عنوان جایگزین تیم‌های باقیمانده برای جام آزاد آمریکا در سال ۲۰۲۴ استفاده شد. چندین گروه از هواداران لیگ برتر فوتبال در نتیجه تلاش لیگ برای انصراف از جام آزاد آمریکا، تحریم جام لیگ‌ها را اعلام کردند.

## فرمت
دو دوره اول جام لیگ‌ها شامل چهار باشگاه از هر لیگ در یک تورنمنت تک‌حذفی هشت تیمی بود که دو دوره اول به میزبانی باشگاه‌های ام‌ال‌اس برگزار می‌شد. فینال‌ها در مکان‌های بی‌طرف در منطقه شهری لاس وگاس برگزار می‌شد. تیم‌های شرکت‌کننده ام‌ال‌اس در دوره اول دعوت شده بودند، اما در دوره دوم از نتایج لیگ برای شرکت استفاده شد؛ چهار شرکت‌کننده لیگ مکزیک بر اساس نتایج لیگ خود در هر دو دوره انتخاب شدند.
برای فصل ۲۰۲۲، به دلیل فشردگی مسابقات با وجود جام جهانی فوتبال ۲۰۲۲ و عوامل دیگر، تورنمنت رسمی برگزار نشد.
برای نسخه‌های ۲۰۲۳ و ۲۰۲۴، جام لیگ شامل تمام تیم‌های ام‌ال‌اس و لیگا ام‌اکس بود؛ در مجموع ۴۷ تیم با ۷۷ بازی که در کانادا و ایالات متحده برگزار شد. ۱۵ تیم برتر هر لیگ بر اساس رتبه‌بندی لیگ خود در فصل قبل در ۱۵ گروه قرار گرفتند، در حالی که تیم‌های باقی مانده بر اساس نزدیکی جغرافیایی قرعه کشی شدند. مرحله گروهی شامل سه مسابقه به صورت نوبت‌گردشی بود و دو تیم برتر به مرحله حذفی راه یافتند. دو تیم برای مرحله گروهی به قرعه استراحت خوردند: قهرمان فعلی جام ام‌ال‌اس و قهرمان برتر لیگا ام‌اکس از فصل‌های آغازین و پایانی قبلی. مرحله حذفی به صورت تک‌حذفی و در یک جدول ثابت برگزار شد.
برای فصل ۲۰۲۵، جام لیگ‌ها فقط شامل ۱۸ تیم از ۳۰ تیم ام‌ال‌اس (اکثر تیم‌هایی که به پلی آف جام ام‌ال‌اس راه یافتند) و همچنین تمام تیم‌های لیگا ام‌اکس خواهد بود که در مجموع ۳۶ شرکت‌کننده را شامل می‌شود. تیم‌های ام‌ال‌اس و لیگا ام‌اکس به گروه‌های جداگانه ۱۸ تیمه خود تقسیم می‌شوند و سه بازی با تیم‌های لیگ دیگر انجام می‌دهند. چهار تیم برتر هر گروه به مرحله حذفی راه پیدا می‌کنند، جایی که در مرحله یک‌چهارم نهایی مانند مرحله گروهی، تیم‌های ام‌ال‌اس در مقابل تیم‌های لیگا ام‌اکس خواهند بود. همه بازی‌ها دوباره در کانادا و ایالات متحده برگزار می‌شوند، اما برخلاف دو سال گذشته، این رقابت‌ها در طول فصل‌های ام‌ال‌اس و لیگا ام‌اکس نیز برگزار می‌شود.

## جام
جام مسابقات در سپتامبر ۲۰۱۹ رونمایی شد و شامل یک کاسه نقره‌ای ۲۲ پوندی (۱۰٫۰ کیلوگرمی) بر روی یک پایه است. ارتفاع آن ۱۶٫۵ اینچ (۴۲ سانتی‌متر) و عرض آن ۱۶٫۱ اینچ (۴۱ سانتی‌متر) است. یک کپی از جام پس از ۱۲ ماه با جایزه اصلی به برندگان هدیه داده می‌شود.

## فینال‌ها
| سال  | قهرمان                                                                                                | نتیجه بازی                                                                                            | نایب قهرمان                                                                                           | ورزشگاه                                                                                               | تعداد تماشاگران                                                                                       |
| ---- | --- | --- | --- | --- | --- |
| ۲۰۱۹ | کروز آزول                                                                                             | ۲–۱                                                                                                   | اونال                                                                                                 | ورزشگاه سم بوید، ویتنی، نوادا                                                                         | ۲۰,۱۳۲                                                                                                |
| ۲۰۲۰ | به دلیل همه‌گیری کووید-۱۹ لغو شد.                                                                      | به دلیل همه‌گیری کووید-۱۹ لغو شد.                                                                      | به دلیل همه‌گیری کووید-۱۹ لغو شد.                                                                      | به دلیل همه‌گیری کووید-۱۹ لغو شد.                                                                      | به دلیل همه‌گیری کووید-۱۹ لغو شد.                                                                      |
| ۲۰۲۱ | لئون                                                                                                  | ۳–۲                                                                                                   | سیاتل ساندرز                                                                                          | ورزشگاه الیجنت، پارادایس، نوادا                                                                       | ۲۴,۸۲۴                                                                                                |
| ۲۰۲۲ | به دلیل شلوغی برنامه فقط به عنوان مسابقات دوستانه بین تیم‌های شرکت کننده ام‌ال‌اس و لیگ مکزیک برگزار شد. | به دلیل شلوغی برنامه فقط به عنوان مسابقات دوستانه بین تیم‌های شرکت کننده ام‌ال‌اس و لیگ مکزیک برگزار شد. | به دلیل شلوغی برنامه فقط به عنوان مسابقات دوستانه بین تیم‌های شرکت کننده ام‌ال‌اس و لیگ مکزیک برگزار شد. | به دلیل شلوغی برنامه فقط به عنوان مسابقات دوستانه بین تیم‌های شرکت کننده ام‌ال‌اس و لیگ مکزیک برگزار شد. | به دلیل شلوغی برنامه فقط به عنوان مسابقات دوستانه بین تیم‌های شرکت کننده ام‌ال‌اس و لیگ مکزیک برگزار شد. |
| ۲۰۲۳ | اینتر میامی                                                                                           | ۱–۱ ۱۰–۹ (پ)                                                                                          | نشویل                                                                                                 | ورزشگاه ژئودیس پارک، نشویل، تنسی                                                                      | ۳۰,۱۰۹                                                                                                |
| ۲۰۲۴ | کلمبوس کرو                                                                                            | ۳–۱                                                                                                   | لس آنجلس                                                                                              | ورزشگاه لوور.کام فیلد، کلمبوس، اوهایو                                                                 | ۲۰,۱۹۰                                                                                                |

## آمار

### باشگاهی
| باشگاه           | قهرمانی  | نایب قهرمانی | مقام سومی | مقام چهارمی |
| ---------------- | -------- | ------------ | --------- | ----------- |
| کروز آزول        | ۱ (۲۰۱۹) |              |           |             |
| لئون             | ۱ (۲۰۲۱) |              |           |             |
| اینتر میامی      | ۱ (۲۰۲۳) |              |           |             |
| کلمبوس کرو       | ۱ (۲۰۲۴) |              |           |             |
| اونال            |          | ۱ (۲۰۱۹)     |           |             |
| سیاتل ساندرز     |          | ۱ (۲۰۲۱)     |           |             |
| نشویل            |          | ۱ (۲۰۲۳)     |           |             |
| لس آنجلس         |          | ۱ (۲۰۲۴)     |           |             |
| فیلادلفیا یونیون |          |              | ۱ (۲۰۲۳)  | ۱ (۲۰۲۴)    |
| کلرادو رپیدز     |          |              | ۱ (۲۰۲۴)  |             |
| مونتری           |          |              |           | ۱ (۲۰۲۳)    |

### کشوری
| کشور                | قهرمانی | نایب قهرمانی | مقام سومی | مقام چهارمی | مجموع |
| ------------------- | ------- | ------------ | --------- | ----------- | ----- |
| ایالات متحده آمریکا | ۲       | ۳            | ۲         | ۱           | ۸     |
| مکزیک               | ۲       | ۱            |           | ۱           | ۴     |
| کانادا              |         |              |           |             | ۰     |